# Мескитик
Мескитик (исп. Mezquitic) — небольшой городок в Мексике, в штате Халиско, входит в состав одноименного муниципалитета и является его административным центром. Численность населения, по данным переписи 2020 года, составила 2639 человек.

## Общие сведения
Название Mezquitic с языка науатль можно перевести как: в зарослях мескитля.
До прихода испанцев в этих местах проживали племена индейцев кора, уичоли и сакатеки.
В 1548 году регион был завоёван конкистадорами во главе с Кристобалем де Оньятом, а чуть позднее была основана энкомьенда для укрощения аборигенов.
Официальной датой основания считается 1616 года, когда для евангелизации местного населения была основана церковь Святого Хуана Баутисты.
11 ноября 1861 года Мескитику был присвоен статус посёлка, а 28 сентября 1872 года — статус вильи.
Он расположен на севере штата Халиско в 320 км от столицы штата, города Гвадалахара.

## Население
| Год  | Численность | Численность |
| ---- | ----------- | ----------- |
| 2000 | 2104        | [ 7 ]       |
| 2005 | 2187        | [ 8 ]       |
| 2010 | 2298        | [ 9 ]       |
| 2020 | 2639        | [ 10 ]      |